# Japanischer Name

Yamada Tarō (山田太郎) ist ein japanischer Platzhaltername (männlich), das deutsche Äquivalent wäre Max Mustermann. Das japanische Äquivalent zur weiblichen Form Erika Mustermann wäre Yamada Hanako (山田花子).

Japanische Namen bestehen normalerweise aus chinesischen Schriftzeichen, den Kanji. Heute haben Japaner einen Namen mit zwei Teilen, Familienname und Vorname. In der ostasiatischen Namensordnung kommt der Familienname zuerst und es folgt der Vorname. Um sich unter dem Eindruck des damals verbreiteten Sozialdarwinismus mit westlichen Kolonialmächten in eine Reihe zu stellen und von anderen asiatischen Ländern wie China und Korea abzugrenzen, traf Japan in den 1870er-Jahren die Entscheidung, bei Schreibung in lateinischer Schrift auch die im Westen üblich Namensreihenfolge zu verwenden, also Vorname vor Nachname. So wird beispielsweise 黒澤明 Kurosawa Akira als Akira Kurosawa und der ehemalige Premierminister 小泉純一郎 Koizumi Jun’ichirō als Jun’ichirō Koizumi wiedergegeben. 2019 machte die japanische Regierung unter Shinzō Abe (安倍 晋三 Abe Shinzō) diese Entscheidung rückgängig und legte mit Wirkung zum 1. Januar 2020 für japanische Personennamen auch in lateinischer Schreibung Familienname vor Rufname als amtliche Reihenfolge fest.
Alle Japaner außer dem Kaiser und seiner Familie haben Familiennamen. Im Japanischen wird die kaiserliche Familie als kōshitsu (皇室) oder tennōke (天皇家) bezeichnet, was beides sowohl „Kaiserhaus“ als auch „kaiserliche Familie“ bedeutet.
Wenn man sich gesetzlich verheiratet, soll das Ehepaar einen gemeinsamen Familiennamen annehmen. Es darf aber kein neuer Familienname ausgedacht werden. Für eine Namensänderung braucht man die Erlaubnis eines Familiengerichts.
Wenn ein Ausländer die japanische Nationalität annimmt, bekommt er einen neuen Vor- und Familiennamen entweder in Katakana, der sich an der Schreibweise des ausländischen Namens orientiert, oder in Kanji, der an die Aussprache oder manchmal sogar an die Bedeutung angelehnt ist.

## Historische Entwicklung der japanischen Namen

### Altertum:ujiundkabane
Für die Yayoi-Zeit ist belegt, dass die Gesellschaft Japans sich in eine Oberschicht, das gemeine Volk und Sklaven unterteilte. Die Oberschicht gliederte sich in eine Vielzahl von Sippenverbänden (jap. 氏 uji), deren Mitglieder sich auf die Abstammung von einem gemeinsamen Vorfahren (uji-gami) bekannten.
Bei den kabane (姓) handelt es sich um erbliche Standestitel, die den uji (Familienverbänden, Klans) zukamen.
Über die Rangfolge und Bezeichnung herrschen in der Forschung die unterschiedlichsten Auffassungen. In der englischen Literatur hat sich noch nicht einmal ein fester Begriff dafür durchgesetzt.
Uji waren im Wesentlichen weitverzweigte Großfamilien bzw. -gruppen, die ihren Ursprung auf dieselbe Person (auch Kaiser) bzw. Kami zurückführten, oft mit eigenen Uji-spezifischen Namen, alle trugen jedoch dasselbe Kabane. Die Ursprünge dieses Klassifizierungssystems gehen in die japanische Frühzeit (4.–5. Jahrhundert) zurück. Es sind 24 verschiedene Kabane bekannt, wobei diese nicht in einer exakten Reihenfolge festgelegt waren. Verleihung (bzw. Erhöhung) erfolgte durch den Herrscher. Vereinzelt erfolgten Verleihungen auch an verdiente Einzelpersonen. Insgesamt war dieses System jedoch, besonders vor Einführung des Hofrangsystems (s. u.), zu unflexibel, da mit Verleihung eines Kabane Privilegien an die (teilweise sehr großen) Familienverbände, die gewisse erbliche Funktionen bei Hofe hatten, verbunden war. Die Klanoberhäupter kontrollierten gewisse, als -tomo oder -be bezeichnete, Berufsgruppen (Zünfte), die wohl einen Hintersassen-ähnlichen Status hatten.
Mit dem langsamen Aufstieg der Yamato-Hegemonie kam ab dem 5. Jahrhundert die Sitte auf, einen kabane – einen vererblichen Adelstitel – zusätzlich zu seinem uji-Namen zu führen. Mit der Einführung immer weiterer Titel wurde deren Bedeutung jedoch bald auf die eines weiteren Nachnamens reduziert. Die höchstrangigen kabane-Begriffe waren Omi (臣, Hofminister, Vasal, Gefolgsmann) und Muraji (連, Scharherr, Dörferschaftsherr, alter Dienstadel nicht kaiserlichen Geblüts). Angehörige der kaiserlichen Familie hatten kein kabane. Dies galt für Nachfahren bis zur 4. Generation. Sofern keine Rangerhöhungen Einzelner stattfanden, wurden sie mit der 5. Generation aus der kaiserlichen Familie „ausgeschieden“, indem ihnen das höchste Omi verliehen wurde.
Kaiser Temmu änderte Ende des 7. Jahrhunderts im Zuge seiner Reformen des japanischen Rechtssystems auch das uji-kabane-System und gab acht neue Kabane vor.

### Spätantike: Entstehung dermyōji
Weil die japanische Bevölkerung wuchs, wurde auch die Zahl der Leute mit demselben uji-Namen größer. Zur besseren Unterscheidung begann man daher etwas Einprägsames anzuhängen, meistens den Wohnort oder die Beschäftigung. Samurai beschäftigten sich damals mit der Verwaltung von myō (苗, Keimlingen) der Männer im Land und wohnten dort. Da der Name ihres Wohnortes mit dem Namen ihrer myō gleich war, nannte man diese Behelfsnamen myōji (苗字). Man hatte meistens als Namen myōji, aber auch kabane und uji. Aber die uji-Hauptfamilien hatten oft keine solchen myōji, und offiziell, zum Beispiel am kaiserlichen Hof oder auf Dokumenten, unterschrieb man nicht mit seinem myōji-, sondern mit seinem uji-Namen.

### Namenspolitik im Tokugawa-Shogunat
Das Tokugawa-Shogunat machte den Besitz eines Familiennamens zum Privileg. Nur Samurai, Hofadlige (Kuge), Ärzte, Shintō-Priester und Leute mit besonderer Regierungserlaubnis durften einen Familiennamen tragen. Dieses Privileg hieß myōji-taitō (苗字帯刀) und bedeutete „Erlaubnis, einen Familiennamen und ein Schwert zu tragen“.

### Meiji-Restauration
Bis zum Ende des 18. Jahrhunderts war es für die niederen Ränge (also Bauern, Händler und Standlose) verboten, einen Familiennamen sowie die traditionellen Zusatznamen zu tragen. Erst im Zuge der Meiji-Restauration erließ die Regierung 1870 das „Gesetz zur Erlaubnis von Familiennamen für das Volk“ (平民苗字許容令 Heimin-myōji-kyoyō-ryō), durch das jeder einen Familiennamen annehmen konnte.
Die Regierung sah bald die Notwendigkeit eines Systems zur Registrierung von Personen und erließ 1875 das „Gesetz zur notwendigen Benennung mit Familiennamen für das Volk“ (平民苗字必称義務令 Heimin-myōji-hitsushō-gimu-ryō), durch das alle Bürger zum Tragen eines Familiennamens verpflichtet wurden. Zugleich wurde das altertümliche uji-kabane-System aufgehoben. Verheiratete Frauen konnten eigentlich ihren Geburtsnamen behalten, aber in der Neuzeit wurde es zunehmend gebräuchlich, den Familiennamen des Ehemannes anzunehmen.

## Kulturelle Bedeutung
Die Namensgebung nach der Geburt eines Kindes ist auch in Japan ein wichtiges Ereignis, da sie den ersten Schritt zu einer sozialen Existenz darstellt. Namen zeigten zudem bedeutungsvolle Merkmale ihrer Träger, den Rang oder auch den Beruf an. Der Name kann auch Aufschluss über die Geschwisternreihenfolge und damit unmittelbar auch über die Erbfolge geben: Viele männliche Vornamen enden auf -rō (郎, -ter Sohn, junger Mann); in Kombination mit den Vorsilben ichi (一, eins, Ichirō im Sinne von erster Sohn), ji (二, Jirō für den zweiten Sohn) und san (三, drei, Saburō für den dritten Sohn). In der Feudalzeit war es üblich, Jungen Kindernamen (yomyō) zu geben, die sie mit der Volljährigkeitszeremonie änderten. Bis zur Reformation des Koseki-Systems in der Meiji-Zeit war es einfach den Namen zu wechseln. Heute ist diese Sitte noch in den häufigen Namensänderungen von Sumo-Ringern und Kabuki-Schauspielern lebendig. Die Namenkunde oder Onomantie (姓名判断, Seimei handan) ist in Japan ein anerkannter Beruf. Dabei werden aus den Merkmalen, die in den Schriftzeichen des Namens angelegt sind, Tendenzen über die Charaktereigenschaften, den Erfolg in Liebe und Beruf, die Zukunftsaussichten u. v. m. abgeleitet.
Im vormodernen Japan wurden meist bei Erreichen des 15. Lebensjahres Volljährigkeitszeremonien (元服, gempuku) abgehalten, bei denen der Kindername (幼名, yōmyō) abgelegt wurde und man als vollwertiges Mitglied in die Gemeinschaft (一人前, ichininmae) aufgenommen wurde. Heute wird die Volljährigkeit mit dem 20. Lebensjahr erreicht. Sie wird für alle, die in einem Kalenderjahr 20 Jahre alt werden, ritualisiert am 15. Januar, dem Volljährigkeitstag (成人の日, Seijin no hi) begangen. Eine Namensänderung findet zu diesem Anlass heute nicht mehr statt.
Bei einer Eheschließung übernimmt die Frau üblicherweise den Familiennamen des Ehemannes. In diesem Fall sieht das Zivilrecht vor, dass die Frau unter dem Namen des Mannes ins Familienregister eingetragen wird. In den vergangenen Jahrzehnten führte diese Praxis dazu, dass sich Ehepaare häufig nicht mehr registrieren ließen, um weiterhin beide Familiennamen führen zu können. Eine politische Initiative (夫婦別姓訴訟を支える会 Fūfu Bessei Soshō wo sasa-eru-kai, deutsch ‚Verein zur Unterstützung von Führung verschiedener Ehenamen von Paaren‘), die auf eine Gesetzesänderung hinwirkte, damit beide Ehepartner ihre Familiennamen führen können (夫婦別姓, fūfu bessei), scheiterte 2000 im japanischen Unterhaus zum siebten Mal. 2011 scheiterten erneut Klagen vor Landesgerichten auf getrennte Namensführung.
Während die Heirat in Japan meist nach shintōistischem Brauch gefeiert wird, wählen die Japaner für die Bestattung hingegen meist buddhistische Bestattungsrituale. Hierzu gehört, dass der Verstorbene eine Woche nach seinem Tod einen posthumen Namen (戒名, Kaimyō) erhält. Kaimyō gibt es für Männer und Frauen in drei verschiedenen Ausführungen, was sich auch im Preis widerspiegelt. In der Standardversion wird dem Namen -shinji bei Männern und -shinyo bei Frauen angefügt. In der vornehmeren Version sind es die Suffixe koju und daishi. Die edelste Ehrenbezeigung ist der Ehrentitel in.
In der japanischen Kultur ist es zudem weitverbreitete Sitte, sich als Wissenschaftler, Schriftsteller oder Maler einen Künstlernamen (号, Gō auch: 雅号, Kagō) zu geben. Dieser Brauch wurde aus China übernommen. Im Falle eines Haiku-Dichters spricht man von Haigō (俳号, auch Haimei oder Haimyō), bei Rezitatoren von Gingō (吟号). Darüber hinaus spricht man bei Schriftstellern und Mangaka auch vom Schriftstellernamen (筆名, Hitsumei) oder vom Pseudonym (ペンネーム, pen nēmu).

## Aufbau

### Häufige Namensbestandteile

#### Bei Vornamen
Weibliche Vornamen enden oft auf -ko (子, Kind) oder enthalten die Silbe -mi-, -bi- (美, schön, Schönheit). Seit den 1980er Jahren sind Namen, die auf -ko enden, zunehmend aus der Mode gekommen. 2005 waren die drei populärsten Vornamen für Mädchen Hina, Yui und Miyu.

#### Bei Familiennamen
Die zehn häufigsten japanischen Familiennamen sind (in absteigender Reihenfolge) Satō (佐藤), Suzuki (鈴木), Takahashi (高橋), Tanaka (田中), Watanabe (渡辺), Itō (伊藤), Yamamoto (山本), Nakamura (中村), Kobayashi (小林) und Katō (加藤).
Weitere häufige Familiennamen kommen z. B. zustande, indem man zwei bzw. drei Elemente der unten aufgeführten Liste zusammenfügt. So deutet beispielsweise der Familienname Tanaka (田中) darauf hin, dass die Vorfahren wohl inmitten (中 -naka) eines Reisfelds (田 ta-) gearbeitet oder gewohnt haben könnten. Viele Namen werden auch von gebräuchlichen Namen abgeleitet.
Auswahl einiger japanischer Namensteile:
- Positions- und Lageangaben: kita- hoku, hō, hou (北, „Norden“), minami, nan, na (南, „Süden“), nishi, sai (西, „Westen“), higashi, to (東, „Osten“), nabe (辺, auch 邊, „Grenze“), ue, kami, gami (上, „oben“), shita, shimo (下, „unten“), en, on, tō, tou (遠, „weit“), kon, chika (近, „nah“), asa (浅, „seicht“), fuka (深, „tief“), oku, o, ō, ou (奥, „Inneres, Innere, Tiefe“), hidari, sa (左, „Links, linke Seite“), migi, u, yū (右, „Rechts, rechte Seite“), mae (前, „vorn“), ga, go, ko-  (後, „hinten“), yoko, ō, oo (横, „waagerecht, horizontal, neben, an der Seite“), choku, jiki, sugu, tada (直, „gerade, direkt“), taka, daka (高, „hoch“), hira, hei, taira (平, „eben, flach, einfach, gewöhnlich, ausgewogen, friedlich“), naka (中, „inmitten“), uchi (内, „innen“), soto, hoka (外, „außen“), waki (脇, „Flanke, Seite“)
- Geographische Gegebenheiten: hata, bata (畑 auch 畠, „Acker, Trockenacker, Gemüsefeld, urbares Land“), ta, da (田, „Reisfeld, Acker, urbares Land“), Tsukuda, Ten, Den (佃, „bebautes Reisfeld“), kawa, gawa, sen (川, „Fluss“), kawa, gawa, ka (河, „Fluss“), e, ko (江, „großer Fluss, Strom“), nagare, ryū, ryuu, ru (流, „Strom, Strömung“), taki, tatsu (滝, auch 瀧 „Wasserfall, Stromschnelle, Katarakt“), kishi, gan (岸, „Ufer, Küste, Küstenstreifen“), ura, ho (浦, „Ufer, Küste, Küstenstreifen“), iso, gi, ki (磯, auch 礒, „felsige Küste, das Meeresufer, die Meeresküste“), ko, mizuumi (湖, „See“), ike (池, „Teich“), i (井, „Brunnen“), izumi (泉, „Quelle, Wasserquelle“), gen, minamoto (源, „Quelle, Ursprung, Anfang, Beginn“), fuchi, buchi (淵, auch 渕, selten 潭 „tiefe Wasserstelle, Abgrund“), maki (牧, „Weide“), mura (村, selten 邨, „Dorf“), sato (里, „Weiler, kleines Dorf“), shō, shou, sō, sou (庄, „Dorf, Weiler“), go, kyō (郷, „Dorf, Heimatort, ländliches Gebiet“), ie, ka (家, „Heim, Zuhause, Familie, Haus“), hara, wara (原, „Ebene, Flachland, Ursprung“), no (野, seltener 埜, „Grasland, Flur, Ebene“), oka (岡, „Hügel“), oka, kyū (丘, „Hügel“), saka, han, ban (坂, auch 阪, „Abhang, Hang, Steigung, Hügel“), saki, zaki (崎, selten 嵜, „Kap“), saki, ki (碕, „Kap“) tōge, touge, tō, tou, dō, dou, tawa, tao (峠, „Bergpass, Gebirgspass, Gipfel, Höhepunkt, Hochpunkt“), sawa,-zawa (沢, auch 澤, „Sumpf, Bach“), numa (沼, „Morast, Sumpf, seichter Teich“), yama, san, zan (山, „Berg“), take, gaku (岳, auch 嶽, „hochragender Berg, Gipfel, Bergspitze“), mine (峰, auch 峯, auch 嶺, „Gipfel, Bergspitze, Bergkamm“), hama (浜, auch 濱, „Strand“), shima, jima, tō, tou, dō, dou (島, auch 嶋, auch 嶌, „Insel“), tani, dani, ya (谷, „Tal“), kyō, kyou, kai, hazama (峡, „Schlucht, enges Tal“), tsuka (塚, auch 冢, „Erdhügel“), hora, bora, ho, dō, dou (洞, „Höhle, Grotte, Aushöhlung, Loch“), ana, ketsu (穴, „Höhle, Grube, Erdlloch“), ishi (石, „Stein“), iwa (岩, „Felsen“), suna, sa, isago, isako (沙, auch 砂, „Sand“), mizu, mi, sui (水, „Wasser“), tsuchi, do, to (土, „Erdreich, Erde, Grund, Boden“), ame, ama, ten (天, „Himmel, Firmament, himmlische Welt“), chi, ji (地, „Erdboden, Boden, Erde, Land, Grund, irdische Welt“), ba (場, „Stätte, Örtlichkeit, Ort, Stelle“), tokoro, dokoro, sho (所, selten 処 „Örtlichkeit, Ort, Platz, Stätte, Stelle“)
- Pflanzen und Lebensmittel: ki, gi (木, „Baum“), ki, gi, ju (樹, „Baum“), hayashi, bayashi (林, „Wäldchen“), mori (森, „Wald“), shiba (芝, „Rasen, Wiese, Grasfläche, Zunderpilz“), shiba (柴, „Reisig, Brennholz“), wara, kō, kou (藁, „Stroh“), ha, ba (葉, „Blatt“), eda, e (枝, „Ast, Zweig“), kon, ne (根, „Wurzel, Ursprung, Grund“), hana, ka (花, „Blume, Blüte“), kusa (草, „Graspflanze, Gras, Kraut“), nogi (芒, „Granne, Ährenborste“), susuki, suzuki (薄, auch 芒, „Chinaschilf“), mame, zu, tō (豆, „Bohne, Erbse, Bohnenpflanze“), kusamura, sō, sou (叢, „Busch, Gebüsch, Dickicht, dichtes Grasfeld“), yabu, sō, sou (薮, auch 藪, „Gebüsch, Dickicht“), maki (槙, auch 槇, „Großblättrige Steineibe“), matsu (松, „Kiefer“), sugi (杉, „Zeder“), kiri, tō, dō (桐, „Blauglockenbaum“), take (竹, „Bambus“), kaba, kanba, ka (樺, „Birke“), kaji (梶, „Papiermaulbeerbaum, Baumwipfel“), yanagi, ryū (柳, „Weidenbaum, Weide“), shino, sasa, sa (筱, auch 篠, auch 笹, „kleine Bambusart, Zwergbambus, Bambusgras“), kuwa (桑, „Maulbeerbaum“), hiiragi, kuki, shū, shuu (柊, „Stechpalme“), kuri, ritsu (栗, „Kastanie, Japanische Kastanie“), kusu, nan, kusunoki (楠, „Kampferbaum“), tsubaki, chin (椿, „Japanische Kamelie“), yuzu, yū, yuu (柚, „Yuzu, japanische Zitrone“), keyaki (槻, auch 欅, „Japanische Zelkove“), tsuki (槻, „Japanische Zelkove“), hishi, bishi (菱, „Wassernuss“), fuji, tō, tou, dō, dou (藤, „Japanische Wisteria, Japanischer Blauregen“), enoki, ka (榎, „chinesischer Zürgelbaum, Celtis sinensis“), Yuzuriha (楪, „Scheinlorbeer der Art Daphniphyllum macropodum“), boku, hō, hou (朴, „Honoki-Magnolie“), sakaki (榊, „Sperrstrauch“), kiku (菊, „Chrysantheme“), hagi (萩, „Buschklee“), akane (茜, „Indischer Krapp“), shi, murasaki (紫, „Steinhirse“), ume (梅, „Ume, Japanische Aprikose, Japanische Pflaume, Pflaume“), asa, ma (麻, „Hanf“), kaki (柿, „Kaki“), katsura (桂, „Zimt“), kō (香, „Weihrauch“), sakura, zakura (桜, auch 櫻, „Kirsche“), tachibana, kitsu (橘, „wilde Mandarine“), nashi (梨, „Nashi-Birne“), momo, tō, tou (桃, „Pfirsich“), cha, chiya, sa, ta (茶, „Tee“), ine, ina (稲, „Reispflanze“), yone (米, „Reis“), ii, han (飯, „gekochter Reis, Mahlzeit“), abura, yū (油, „Öl, Fett“)
- Tiere: tori (鳥, „Vogel“), karasu, u, , (烏, „Krähe, Rabe“), taka (鷹, „Falke, Habicht“), tsubame, en (燕, „Schwalbe“), tsuru, kaku (鶴, „Kranich“), shika, ka, ga (鹿, „Hirsch, Reh, Rotwild“), uma, ba, ma (馬, „Pferd“), Ino-, I-, Izaki, Inosaki, Inozaki, Inoshishi, shishi-, cho- (猪, „Wildschwein, Wildsau“), ushi, go (牛, „Rind, Rindvieh“), inu (犬, „Hund“), neko, ko, byō, byou (猫, „Katze“), nezumi, so (鼠, „Maus, Ratte“), kitsune, ko (狐, „Fuchs“), usagi, to (兎, „Hase, Kaninchen“), kuma (熊, „Bär“), tora (虎, „Tiger“), ryū, ryō (竜, auch 龍, „Drache, Lindwurm“), kame, ki (亀, auch 龜, „Schildkröte“), hebi, ja (蛇, „Schlange“), mushi, chū (虫, „Wurm, Ungeziefer, Insekt“), chō, chou (蝶, „Schmetterling“)
- Farben: aka (赤, auch 紅, „rot“), beni, kō, kou, kure, momi (紅, „Scharlachrot“), shi, murasaki (紫, „violett, purpur“), ao (青, „blau, grün, blaugrün, jung, unreif“), ao, sō, sou (蒼, „blau, grau, alt, bleich“), ao, heki (碧, „blau, türkis, blaugrün, grünblau“), midori (緑, „grün“), kuro (黒, seltener 玄, „schwarz“), haku, ira, shira, shiro (白, „weiß“), shiki, iro (色, „Farbton, Farbe“)
- Zahlen, Reihenfolge: i, ichi, itsu, hi, hito, hitotsu (一, „eins“), ni, futa (二, „zwei“), mi, mitsu (三, „drei“), yo, yotsu, shi (四, „vier“), go, itsu (五, „fünf“), nana, na, Shichi (七, „sieben“), hachi, ha, ya, yatsu (八, „acht“), ku, kyū, kyuu (九, „neun“), jū, tsu, to (十, „zehn“), hyaku, momo (百, seltener 佰, auch 陌, „hundert“), chi, sen (千, seltener 仟, auch 阡, „tausend“), ban, man (万, auch 萬, „zehntausend, myriade“), tsugi, tsu, ji (次, „nächst, folgend, kommend, zweit“), han, naka (半, „halb, Hälfte, ungerade Zahl“)
- Jahreszeiten: haru, kasu, shun (春, „Frühling“), natsu, ka (夏, „Sommer“), aki, shū, shou (秋, „Herbst“), fuyu, tō, tou (冬, „Winter“)
- Wetter, Wetterphänomene: ame, ama, u (雨, „Regen“), kaze, kaza, fū (風, „Wind“), arashi, ran (嵐, „Sturmwind, Sturm, Unwetter“), yuki, setsu (雪, „Schnee“), kumo, un (雲, „Wolke“), niji, kō, kou, gō, gou (虹, „Regenbogen“), tsuyu, rō, rou (露, „Tau“), rai, ikazuchi (雷, „Donner“)
- Musik, Ton, Musikinstrumente: gaku (楽, „Musik“), naru (鳴, „Klang, Laut, Ton, ertönen, läuten“), koto, kin (琴, „Koto, japanischer Wölbbrettzither, zitherartiges Musikinstrument“)
- Religion, Spirituelles: kami, gami, kan, shin, jin (神, „Gottheit, göttliches Wesen, Gott“), sen- (仙, „daoistischer Heiliger, Einsiedler, weltabgewandter Meister“), hotoke, butsu (仏, „Buddha“), oni, ki (鬼, „Geist, Dämon, Teufel, lästige Person“), bo, bou (坊, „Bonze, buddhistischer Priester, buddhistischer Mönch“), sai, monoi (斎, auch 齋, „Fasten, Abstinenz, religiöse Reinigung, religiöse Speise“), hafuri (祝, „Shintō-Geistlicher, Shintō-Priester“)
- Körperanatomie: me, moku (目, „Auge“), kuchi, guchi (口, „Mund, Maul, Öffnung, Loch“), hana (鼻, „Nase, Rüssel“), te (手, „Hand“), ashi (足, „Bein, Fuß, untere Extremität“), koshi, yō (腰, „Taille, Hüfte, Lendenbereich“), waki (脇, „Achsel, Achselhöhle“), kashira, tō, tou, zu (頭, „Kopf, Haupt, Oberhaupt, Spitze“), shiri (尻, „Hintern, Gesäß, Hinterteil, Ende, Boden, Sockel, Unterteil“), o, bi (尾, „Schwanz“), ke, mō, mou (毛, „Körperhaar“), hane, ha, ba, wa, u (羽, „Feder“), tsume (爪, „Klaue, Kralle, Huf“)
- Bauwesen, Architektur: hashi, bashi (橋, „Brücke“), michi, tō, dō (道, „Weg, Straße“), michi, tōri, tō, dō (通, „Weg, Straße“), machi, ji, ro, rou (路, „Weg“), kai (街, „Straße“), tsuji (辻, „Straßenkreuzung, Wegeskreutung, Kreuzung, Kreuweg, Strßenenecke, Straßenrand, Straße“), machi, chō, chou (町, auch 街, „Stadt, Kleinstadt, Stadtviertel, Viertel“), shiro, jō, jou, ki, gi (城, „Burg“), hori (堀, „Graben, Kanal, Wassergraben, Burggraben“), Kizahashi, shina-, hashi-, Kai- (階, „Treppe, Stufe, Leiter, Etage, Stockwerk, Geschoss“), seki, kan (関, auch 關, „Grenzschranke, Barriere, Tor“), saka, han, ban (阪, „Damm“), tsutsumi, tei, sage, sada (堤, „Damm, Deich“), niwa, tei (庭, „Garten, Hof, Innenhof“), sono, zono (園, selten 薗, „Garten“), miya (宮, „Palast“), in (院, „Palast“), tera, ji (寺, „buddhistischer Tempel“), tō, tou (塔, „Pagode, Turm“), bo, bou (坊, „Priesterwohnung, Mönchswohnung“), taku, take (宅, „Heim, Zuhause, Wohnung, Haus“), sha (舎, „Gebäude, Unterkunft, Quartier, Herberge“), dō, dou (堂, „Halle“), tate, tachi, kan (館, „Herrenhaus, Gutshaus, Villa, großes Gebäude, Halle“), kura, sō (倉, „Speicher, Lagerhaus, Lager“), u (宇, „Traufe, Dach“), ya, oku (屋, „Haus, Dach“), shitsu, jitsu, muro, moro (室, „Zimmer“), ma (間, „Raum, Zimmer“), bō, bou (房, „Kammer, Raum, Zimmer, Zelle“), sai (斎, auch 齋, „Stube, Klause, Studierzimmer“), dai, tai, utena (台, „Sockel, Podest, Plattform, Ständer, Gestell“), mon, kado (門, „Tür, Tor, Eingang“), to (戸, „Tür, Haushalt“), kabe, heki (壁, „Wand, Mauer, Mauerwerk“), kaki, gaki (垣, „Zaun, Umzäunung, Gatter, Geländer, Hecke“), ita, saka, ban, han (板, „Brett“), tatami, jō, jou (畳, „Tatami, Reisstrohmatte“), suzu (鈴, „Glocke, Klingel“), su (巣, „Nest, Horst, Tierbau, Brutstätte, Unterschlupf“), ana, ketsu (穴, „Tierbau, Gruft, Grab“)
- See, Schifffahrt: umi, kai, mi (海, „Meer“), oki (沖, „offenes Meer“), nami, mi, ha, ba (波, selten 浪, „Welle“), tsu (津, „Hafen, Fährenanlegestelle“), se (瀬, „Stromschnelle“), ushio, shio, chō (潮, „Gezeiten, Ebbe und Flut, morgendliche Gezeiten, Gezeitenströmung, Meeresströmung, Meerwasser, Salzwasser“), seki, shio (汐, „Ebbe, abendliche Gezeiten“), fune (舟, auch 船, „Boot, Schiff“), ho, han (帆, „Segel“), kaji (梶, „Riemen, Ruder, Paddel“)
- Metalle, Mineralien: kana, kane, kin (金, „Gold, Geld, Metall“), gin (銀, „Silber, Geld“), tetsu (鉄, „Eisen“), akagane, dō, dou (銅, „Kupfer“), shio, en (塩, „Salz“), tama, gyoku (玉, „Ball, Kugel, Edelstein, Juwel, Jade“)
- Kampfkunst, Waffen, Werkzeug, Jagd, Landwirtschaft: ya (矢, „Pfeil“), yumi, kyū (弓, „Bogen“), katana, tō (刀, „Messer, Klinge, Schwert“), ha, to (刃, „Klinge, Schneide“), kama (鎌, „Sichel“), tsuchi (槌, „Hammer, Schlegel“), kugi, tei (釘, „Nagel“), ono (斧, „Axt, Beil“), gara, kara, tsuka, e (柄, „Griff, Handgriff, Stil, Heft“), take, takesaki, takezaki, bu, mu (武, „Kampfkunst, militärische Angelegenheit“), kari (狩, „Jagd“), wa, rin (輪, „Rad, Ring, Kreis“), ōgi, ougi, oogi, sen (扇, „Fächer“), nō, nou (農, „Landwirtschaft, Ackerbau“), mi, ki (箕, „Worfel, Wurfschaufel, Kornschwinge, Getreideschwinge“), cha (楪, „lackierter Teller, lackierte flache Schale“), kame, hei, bin (瓶, „Krug, Vase, Flakon, Topf, Kanne, Einmachglas, Flasche“), usu (臼, auch 碓, „Mörser“)
- Astronomie: hoshi (星, „Stern, Gestirn“), hi (日 seltener 陽, „Sonne“), tsuki, zuki (月, „Mond“)
- Verwaltung, Ordnung, Maßeinheit: omi, shin,  (臣, „Hofminister, Vasal, Gefolgsmann, Minister, Untertan“), tsukasa, shi, ji (司, „Behörde, Amt, Staatdiener, Amtsträger, Offizielle“), be, he, bu (部, „Abteilung, Gruppeneinheit, Teilabschnitt“), kumi, gumi (組, „Gruppe, Klasse, Partei, Garnitur“), ri (里, „Nachbarschaft, historische Längeneinheit Ri“), chō, chou (町, „historische Längeneinheit Cho, historische Flächeneinheit Cho“), ken (間, „historische Längeneinheit Ken“), tsubo (坪, „historische Flächeneinheit Tsubo“), kyō kyou, kei, miyako (京, „Hauptstadt“), miyako, tsu, to (都, „Hauptstadt, Großstadt, Metropole“), kuni, koku (国, auch 國, „Land, Reich, Provinz, Staat“), fu (府, „Stadtpräfektur, Präfektur“), za (座, „Sitz, Platz, Sockel, Podest“), shō, shou, sō, sou (荘, auch 庄, „Lehen, feudaler Landsitz, Landgut, Landhaus, Villa“), kyo, ko, i (居, „Wohnsitz, Wohnstätte, Bleibe, “), fumi, bun, mon (文, „Schriftstück, Text, Schrift, Muster“), jō, jou (条, auch 條, „Streifen, Abschnitt, Artikel, Klausel, Paragraph“), maki (巻, „Schriftrolle, Bildrolle, Gerolltes, Rolle, Band, Buch“)
- Textilien: hata, ki (旗, „Fahne, Flagge“), hata (幡, „Banner, Wimpel, Flagge“), fuku (服, „Kleidung, Kleid“)
- Geometrische Formen und Eigenschaften: ō, oo, oh, dai (大, „groß“), ko, o (小, „klein“), naga (長, „lang“), miji, tan (短, „kurz“), usu (薄, „dünn“), (広, „weit, breit, groß“), kata, gata, gyō, gyou, ka (形, „Form, Aussehen, Muster, feste Abfolge“), nari (形, „Figur, Gestalt, Äußeres, äußere Erscheinung, Verkleidung“), hishi, bishi (菱, „Raute, Rombus“), maru (丸, „Kreis, Ringform, Zirkel, Kugelform, vollständig“), en (円, „Kreis“), ana, ku, kō, kou (孔, „Loch, Öffnung, kleiner Spalt, Ritze“), ana, ketsu (穴, „Loch, Öffnung“)
- Tätigkeit: shū, shuu, shuku (祝, „gratulieren, feiern“), nao (直, „wieder in Ordnung kommen, wiederhergestellt werden, repariert werden, gesunden“), tamotsu, ho (保, „bewahren, garantieren, aufrechterhalten“), e, ei (衛, „schützen, verteidigen“), mori, mamoru, shu (守, „beschützen, verteidigen, bewahren, einhalten“), kachi, katsu (勝, „siegen, gewinnen, triumphieren“), masaru, suguru (勝, „überragen“), a (和, „mischend zubereiten, anrühren, anmachen“), saka, sei, shō, shou, jō, jou (盛, „gedeihen, blühen, florieren“), mori (盛, „füllen, auffüllen, servieren, verabreichen, markieren“), saku, saki (咲, „erblühen, aufblühen, blühen“), shutsu, de (出, „erscheinen, herauskommen, hinausgehen“), mi (見, „sehen, betrachten“), some, shi, sen (染, „färben“), ue, shoku (植, „einpflanzen, anpflanzen, pflanzen“), ari, aru, u, yū, yuu (有, „existieren, vorhanden sein“), ori, setsu (折, „brechen, abrechen, unterbrechen, falten, biegen, knicken, sich fügen, nachgeben“), tome, ru (留, „halten, festhalten, bleiben, aufhalten, anhalten, stoppen“), matsu, machi, ma, tai (待, „warten, erwarten, sich verlassen auf“), fuku (服, „gehorchen, sich unterordnen, sich unterwerfen. Medikament einnehmen“), hi, to, tobu (飛, „fliegen, eilen“), wata, to (渡, „überqueren, transferieren, übergeben“), kiri, ki (切, „schneiden“), hari, hara, chō, chou (張, „aufspannen, anspannen, spannen, ausbreiten, auslegen“)
- Sonstige: ta, da (多, „viel“), shō, shou (少, „wenig“), usu (薄, „schwach, verdünnt“), naga (永, „lange Zeit“), hiro, biro, kō, kan (間, „Entfernung, Abstand“), ma, ai (間, „Zwischenraum, Zeitraum“), ma (真, auch 眞, „wahr“), o (雄, „kühn, heroisch, männlich“), sa (佐, „Hilfe“), naka, chū, chuu (仲, „Beziehung“), gen, hiko (彦, „Junge, hübscher Knabe“), ka (家, „Fachmann, Experte, Kenner“), ya (家, „Laden, Geschäft“), tsū (通, „Kennerschaft, Kenner, Connaisseur, Experte“), kiyo (清, „rein“), ka, kaori (香, „Wohlgeruch, Duft“), ara, nii, niu, nishi, nitsu, nyuu, shin (新, „neu“), ko, furu (古, „alt“), waka, wa (若, „jung, unreif“), gen (玄, „unergründlich, mysteriös, geheimnisvoll“), oto, on (音, „Ton, Laut, Geräusch“), akuta, ke (芥, „Staub, Abfall“), kage, ei (影, „Schatten, Silhouette, Umriss, Abbild, Reflexion“), kage (陰, auch 蔭, seltener 翳, „Schatten, vom Licht verdeckte Stelle, Rückseite“), o, oo (陰, auch 蔭, „erhaltene Gunst, Bemühung, Hilfe“), in, on (陰, „Heimlichkeit, Dunkelheit, Passivität, Weiblichkeit, Yin-Prinzip“), hikari, mitsu, kō (光, „Licht, Lichtstrahl, Lichtreflexion, Leuchten, Funkeln, Glanz, Schimmer, Ehre, Ruhm“), yō, you (陽, „Aktivität, Männlichkeit, Yang-Prinzip“), nichi, ni (日, „Tag, Datum“), getsu (月, „Monat“), ya, yo (夜, „Nacht“), asa, chou, chō (朝, „Morgen, Morgendämmerung, Dynastie“), gen (元, „Haupt, Oberhaupt, Kopf, Ursprung, Beginn, Anfang“), hon, moto (本, auch 元, „Ursprung, Basis, Grundlage“), ken, gen, gon, kon (権, „Autorität, Befugnis, Recht, Macht“), fusa (総, auch 房, „Büschel, Traube, Quaste“), ka, ga, hō, hou, yoshi (賀, „Glückwunsch, Gratulation“), yoshi, kichi (吉, „glückliche Verheißung; Glück“), ki (喜, „Freude, Vergnügen, Glück“), kō, yuki, sachi (幸, „Glück“), raku (楽, „Freude“), iwai (祝, „Gratulation, Glückwunsch, Fest, Feier, Geschenk“), su, ju, kotobuki (寿, auch 壽, „Langlebigkeit, Alter, Glückwunsch“), wa (和, „Harmonie, Eintracht, Frieden, japanisch“), an, a (安, „Frieden, Ruhe“), yasu (安, „Erleichterung“), zeni, sen (銭, „Geld“), masu, mashi, zō, zou, so (増, „Zunahme, Zuwachs, Zuschlag, Vermehrung“), toyo (豊, auch 豐, „reich, reichlich, fruchtbar, ausgezeichnet“), yutaka, yuta, bu, bou, hō, hou (豊, auch 豐, selten 富, „üppig, reichlich, ergiebig, fruchtbar, wohlhabend, vermögend“), tomi, to, fu (富, „Reichtum, Wohlstand, Vermögen, Überfluss“), shio (潮, „Gelegenheit, günstiger Augenblick“), ken (見, „Sichtwrise, Ansicht, Meinung, Standpunkt“), kiri, ri (切, „Ende, Grenze“), i (伊, „jenes“)

Auf Hokkaidō und Okinawa sind regionale Familiennamen gebräuchlich, die von den üblichen hochjapanischen abweichen. Auch die Nachkommen von Künstler- oder Samuraifamilien haben oft unübliche „ältere“ Nachnamen.